# Черногубово (Калининский район)
Черногу́бово — деревня в Калининском районе Тверской области. Центр Черногубовского сельского поселения.
Расположена в 13 км к северо-западу от Твери, на правом берегу реки Тверцы, ж/д платформа «Санаторий» на участке Тверь — Бологое. Восточная часть деревни — бывшая деревня Пучнино, которая в 1930-40-х годах была центром Пучниновского сельсовета в составе Калининского района Калининской области, к которому относилась и более мелкая деревня Черногубово.

## История
В конце XIX — начале XX века деревня входила в состав Васильевской волости Тверского уезда Тверской губернии. 
С 1929 года деревня входила в состав Пучниновского сельсовета Тверского района Тверского округа Московской области, с 1935 года — в составе Калининской области, с 1994 года — центр Черногубовского сельского округа, с 2005 года — центр Черногубовского сельского поселения.

## Население
| 1859 | 1886 | 1997 | 2002 | 2010 |
| ---- | ---- | ---- | ---- | ---- |
| 60   | ↗61  | ↗681 | ↘397 | ↘390 |

## Инфраструктура
В деревне имеются Черногубовская основная общеобразовательная школа, детский сад, офис врача общей практики, дом культуры, отделение почтовой связи. Рядом с деревней расположен туберкулезный санаторий «Черногубово».